# آمردوئیه
امردوئیه (Amreduiyeh) یک منطقهٔ مسکونی در ایران است که در شهر جوزم از توابع شهرستان شهربابک واقع شده‌است. امردوئیه ۱۲۶ نفر جمعیت دارد.